# Catequina

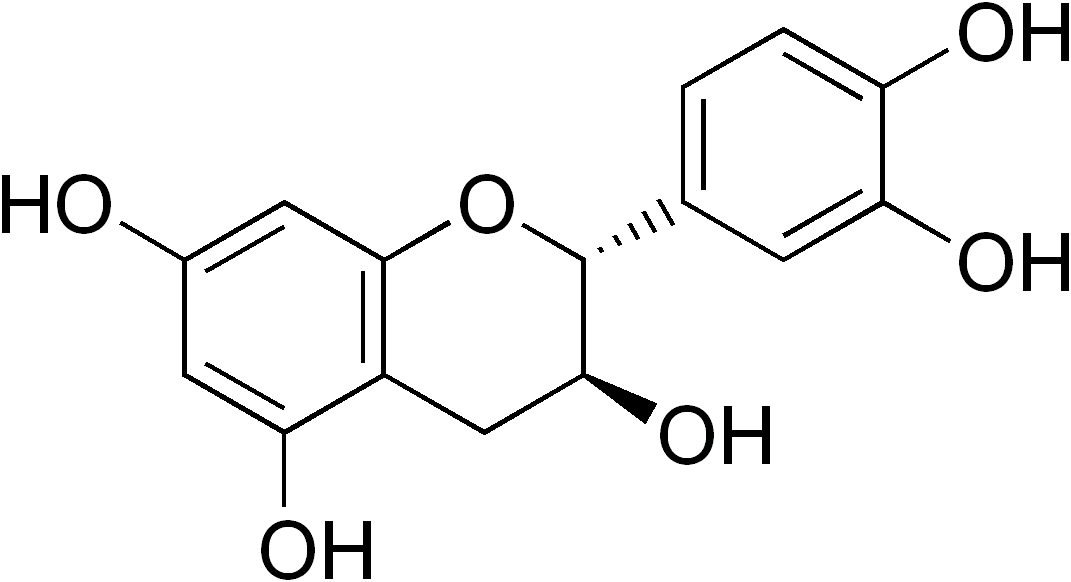
Estructura de la catequina

La catequina és un antioxidant polifenòlic que procedeix de les plantes en les quals apareix com un metabòlit secundari. El terme catequina es fa servir de manera comuna per a referir-se a la família dels flavonoides i al subgrup dels flavan-3-ols (o simplement flavonols). El nom de catequina prové de la família de plantes de la qual s'obté el catxú (Terra Japonica) i concretament del suc extret de la Mimosa catechu (Acacia catechu L.f).

## Propietats químiques

Catequina numerada.

La molècula de catequina té dos anells benzènics denominats anells A- i B- i un heterocicle dihidropirà (l'anell C) amb un grup hidroxil sobre el carboni 3. L'anell A és similar al grup funcional del resorcinol mentre que l'anell B és similar al grup funcional del catecol.
L'isòmer més comú de la catequina és la (+)-catequina. El seu altre estereoisòmer és la (-)-catequina o ent-catequina.

Galeria de diastereoisòmers
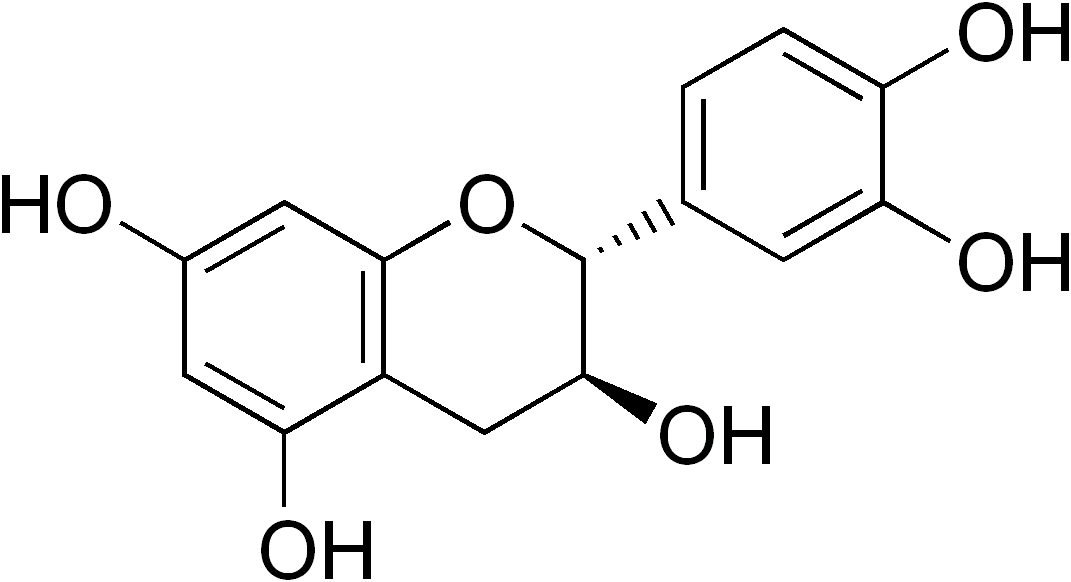
(+)-catequina (2R-3S)
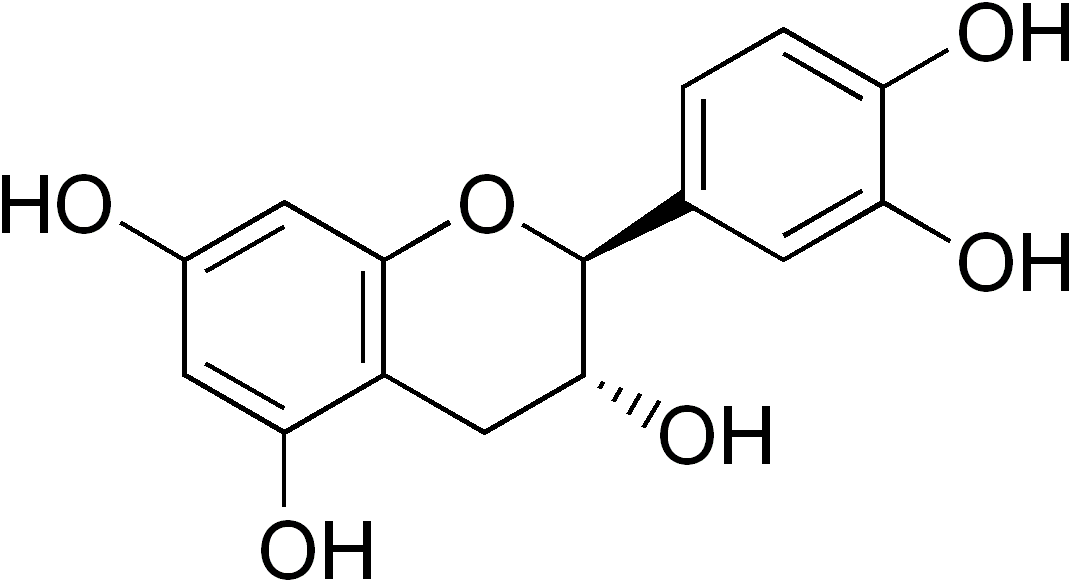
(-)-catequina (2S-3R)
(-)-Epicatequina (2R-3R)
(+)-epicatequina (2S-3S)

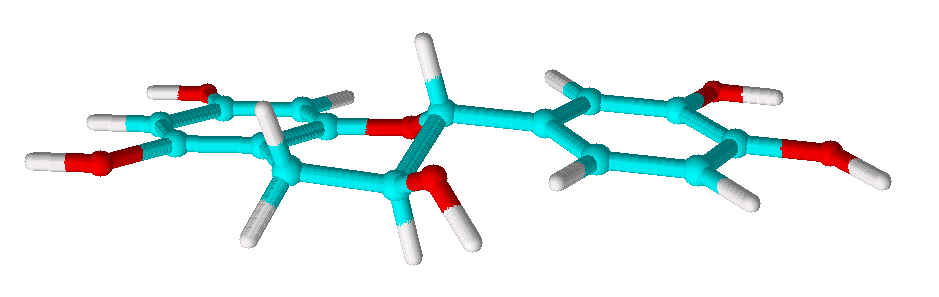
Vista en 3D de la conformació "pseudoequatorial" (E) de la (+)-catequina

En relació amb la seva activitat antioxidant, la (+)-catequina se ha pogut trobar en la majoria dels més potents 'eliminadors' ("scavengers") entre diferents membres de les classes de flavonoides.

### Dades espectrals
| UV-Vis                                                                                                  | UV-Vis |
| --- | --- |
| Temps de retenció                                                                                       | 4.473 min (C18 RP, Acetonitril 80%) |
| Lambda-max:                                                                                             | 276 nm |
| Coeficient d'extinció (log ε)                                                                           | 4.01 |
| IR | |
| Bandes d'absorció                                                                                       | 1600 cm−1(anells de benzè) |
| NMR | |
| Protó NMR (500 MHz, CD3OD): Reference d : doublet, dd : doublet of doublets, m : multiplet, s : singlet | δ : 2.49 (1H, dd, J = 16.0, 8.6 Hz, H-4a), 2.82 (1H, dd, J = 16.0, 1.6 Hz, H-4b), 3.97 (1H, m, H-3), 4.56 (1H, d, J = 7.8 Hz, H-2), 5.86 (1H, d, J = 2.1 Hz, H-6), 5.92 (1H, d, J = 2.1 Hz, H-8), 6.70 (1H, dd, J = 8.1, 1.8 Hz, H-6′), 6.75 (1H, d, J = 8.1 Hz, H-5′), 6.83 (1H, d, J = 1.8 Hz, H-2′) |
| Carboni 13 NMR                                                                                          | |
| Altres dades NMR                                                                                        | |
| MS | |
| Masses dels principals fragments                                                                        | ESI-MS [M+H]+ m/z : 291.0 273 pèrdua d'aigua 139 Retro Diels-Alder 123 165 147 |